# Chaerephon pumila
Chaerephon pumila är en fladdermusart som först beskrevs av Philipp Jakob Cretzschmar 1830.  Chaerephon pumila ingår i släktet Chaerephon och familjen veckläppade fladdermöss. Inga underarter finns listade i Catalogue of Life.
Artepitet pumila eller pumilus i det vetenskapliga namnet är latin och syftar på djurets mindre storlek (dvärgväxt).

## Utseende
Chaerephon pumila är med en vikt av cirka 11 g och en vingspann av ungefär 25 cm en av de mindre arterna i släktet. Pälsen har ingen enhetlig färg hos de olika populationerna men de flesta individer är svartbrun och på undersidan nära vingarna är kroppen täckt av ljusa eller vitaktiga hår. Huvudet kännetecknas av stora avrundade öron. Liksom hos andra arter av samma släkte är nosen ganska skrynklig. Inklusive svans blir arten 54 till 102 mm lång.

## Utbredning och habitat
Denna fladdermus förekommer med flera från varandra skilda populationer i Afrika söder om Sahara samt på Arabiska halvön och på Madagaskar. Arten vistas i låglandet och i bergstrakter upp till 1300 meter över havet. Habitatet varierar mellan skogar, buskskogar och savanner med träd.

## Ekologi
Individerna vilar i trädens håligheter, gömda i palmernas bladverk eller i byggnadernas tak. På Madagaskar har en flock (koloni) cirka 30 medlemmar.
Ofta består kolonin av en hane och flera honor. Större kolonier med några hundra medlemmar bildas av flera delgrupper. De vilar ibland tillsammans med andra fladdermöss som Mops condylurus. På natten jagar arten med hjälp av ekolokalisering olika insekter. I viss mån används även synen för att orientera sig. Chaerephon pumila jagas själv av olika rovfåglar.
Arten har bra förmåga att hitta tillbaka till viloplatsen. Försöksdjur som flyttades 70 km hittade utan problem tillbaka. Denna fladdermus kan även simma när den hamnar i vattnet.
Beroende på utbredning har honor upp till tre kullar per år. Per kull föds vanligen en unge och sällan tvillingar. Alla honor som tillhör samma koloni får sina ungar ungefär samtidig. Dräktigheten varar 60 till 72 dagar och ungarna diar sin mor två till tre veckor. För äldre ungar är det känt att de matas med vätskor från stora kackerlackor. Ibland hittas ungarna dessa kackerlackor självständig. Vissa honor kan para sig vid den följande parningstiden. Hanar blir allmänt efter 5 månader könsmogna.